# Христос Царь

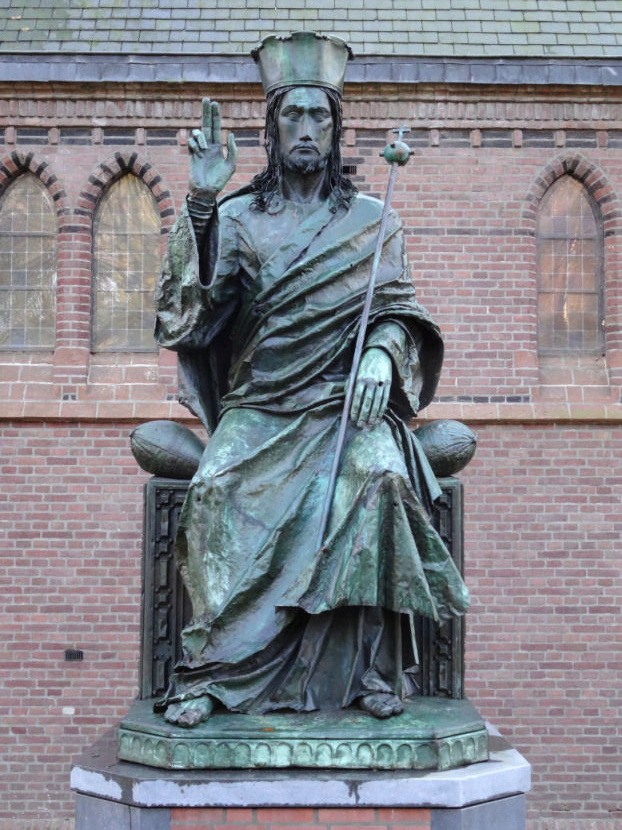
Скульптура «Христос Царь» Яна Элоя и Лео Брома в церкви Святого Мартина в Гронингене (1936)

Христос Царь (лат. Dominus Noster Iesus Christus Universorum Rex «Господь наш Иисус Христос, Царь Вселенной») — титул, под которым почитают Иисуса Христа. В римско-католической традиции и богослужении этот термин стал активно использоваться в XX веке, в частности, после введения праздника Христа Царя Папой Пием XI в 1925 году.

## Библейское обоснование

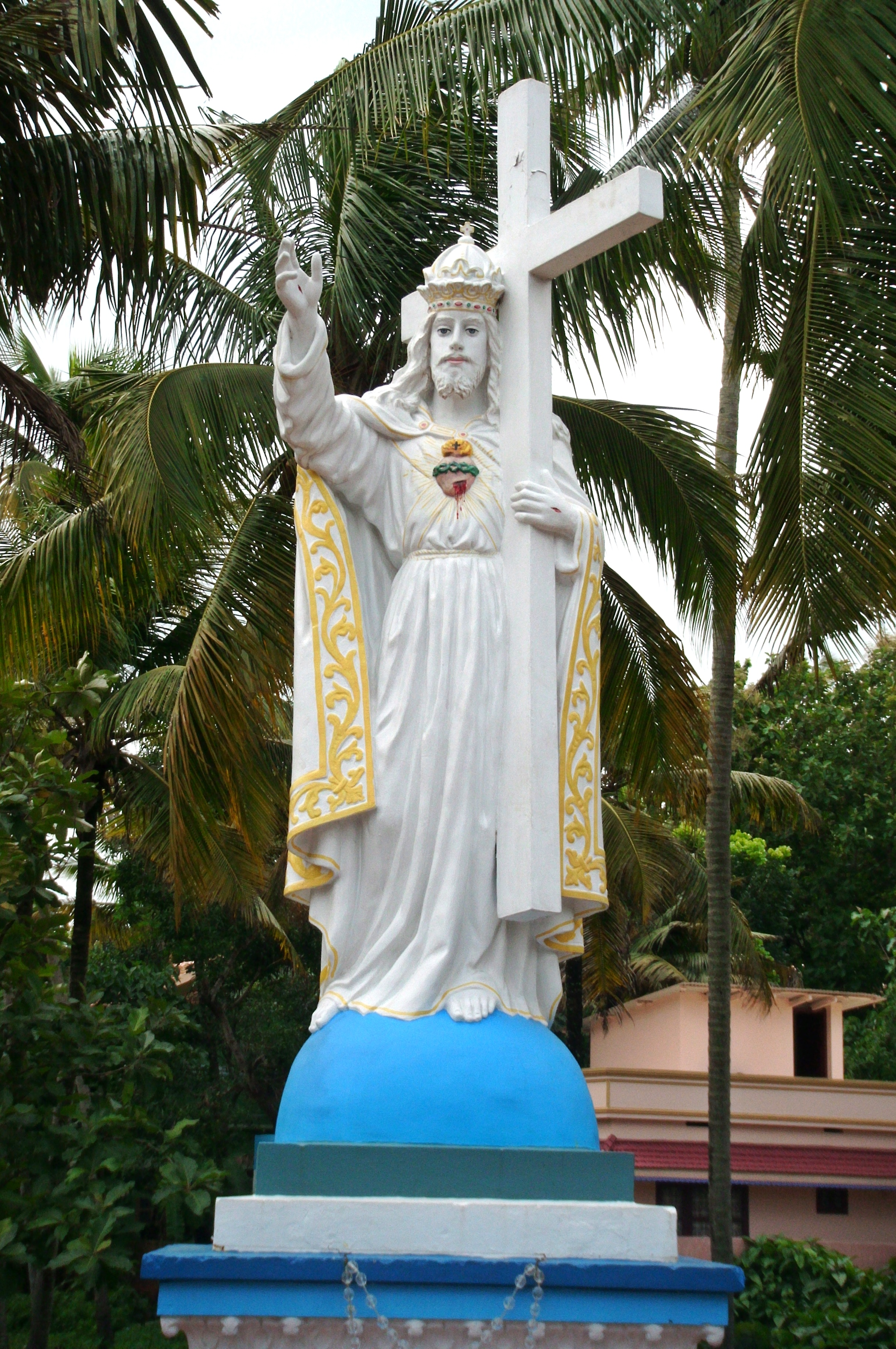
Статуя Христа Царя, 1944, Канджиракод, Коллам (округ), Керала, Индия; Показана связь с преданностью Священному Сердцу.

В еврейской Библии Бога Яхве часто называют царем  (Ис. 6:5, Пс. 95). Его почитают как «великого Царя над всеми богами» (Пс. 95:3). Также он известен как пастырь, которому доверяет свой народ: «паства Его, стадо, ведомое рукою Его» (Пс. 95:7). Евреи ждут Мессию, который станет священническим и царственным посредником спасения (Иер. 33:14—26). Он установит всемирное царство мира в конце времен (Пс. 2:6—8, Пс. 72).
Христиане связывали заветные обещания с Иисусом Христом (Фил. 2:6—11, Ин. 1:49), пришедшим, чтобы примирить людей  «умиротворил своей кровью на кресте»  (Пс. 1:12—20), как «владыка царей земных» (Отк. 1:4) и «Царь царей и Господь господствующих» (βασιλεύς βασιλέων καὶ κύριος κυρίων basileús basileún kai kýrios kyríōn (Отк. 19:16)). В конце времен он установит эсхатологическое царство Божие (βασιλεία τοῦ Θεοῦ basileía tou theoú). Иисус считался прямым потомком царя Давида (Мф. 1:1, 6). В Благовещении ангел говорит об Иисусе: «Он будет велик и наречется Сыном Всевышнего. И даст ему Господь Бог престол Давида, отца его. И будет царствовать над домом Иакова вовеки, и царству его не будет конца» (Лк. 1:32, 33). Волхвы с Востока искали новорожденного Царя Иудейского в Иерусалиме и нашли младенца и его мать в Вифлееме — городе, откуда был родом Давид (Мф. 2:2, 11). Новозаветное утверждение, что Иисус есть Христос (др.-греч. Χριστός — «Помазанник»), перенимает еврейское ожидание царственного спасителя (Мк. 15:26).
Согласно Новому Завету, Иисус называл себя царем (Мф. 25:31—40). Перед Пилатом Он заявил: «Я Царь. Я родился и пришел в мир, чтобы свидетельствовать об истине». Однако Он не претендовал на земную власть, говоря: «Царство Мое не от мира сего» (Ин. 18:36, 37). Иисус отверг искушение дьявола, предлагавшего ему власть над миром  (Мф. 4:8—10). В Евангелии рассказывается, как Иисус въезжал в Иерусалим на осле (Мф. 21:1—10). Это событие перекликается с пророчеством Захарии: «Ликуй, дщерь Сиона! Ликуйте, дщерь Иерусалима! Се, Царь твой грядет к тебе. Он праведен, и пришло ему спасение; Он смирен, сидит на ослице, на ослице, сыне подъяремной. Уничтожу колесницы у Ефрема и коней у Иерусалима, истреблю лук бранный. И возвестит мир народам; и владычество Его будет от моря до моря, и от реки до пределов земли»  (Зах. 9:9, 10). Йозеф Ратцингер трактовал въезд Иисуса на гору бедняков как символ отказа от военной силы: Иисус — «бедный царь, правящий не через политику и войны. Его сущность — смирение и кротость перед Богом и людьми». Как «Царь мира», Он противопоставляется земным правителям. Образ Иисуса как Доброго Пастыря также отражает царскую природу. На Востоке царей часто называли «пастырями, избранными Богом». «Пастырство» символизировало их миссию управления.

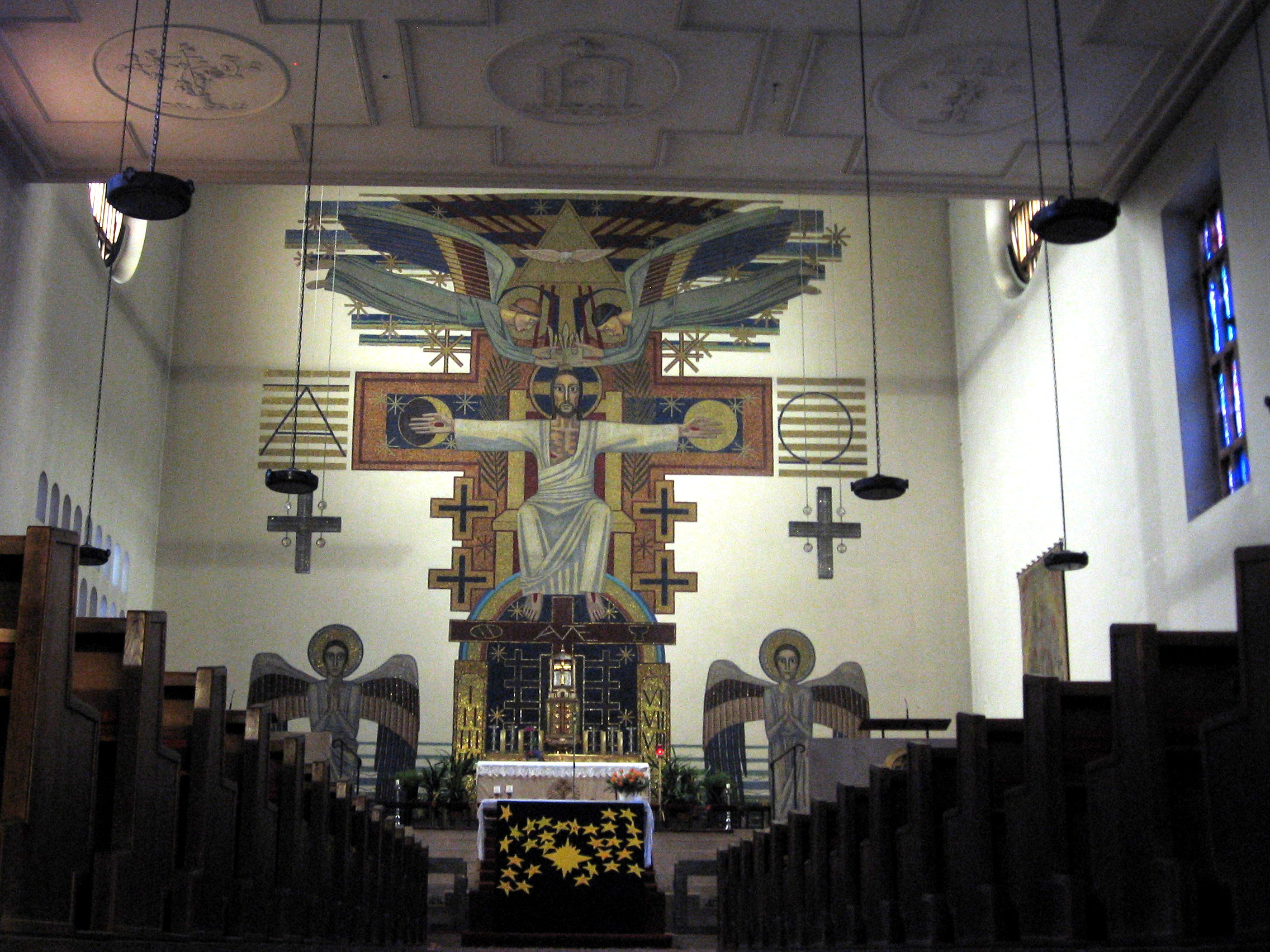
Мозаика «Христос Царь» (Карл Штеррер, 1936) в церкви Христа Царя в Вене-Нойфюнфхаус: Иисус как Царь на кресте, коронованный Серафимами

Мотив страдающего царя играет важную роль. Пилат спросил Иисуса: «Ты Царь Иудейский?» Тот ответил: «Ты так говоришь» (Лк. 23:3). Иисус признает свою власть перед Пилатом, но предпочитает терновый венец царской короне и готов терпеть насмешки за это.
Dann flochten sie einen Kranz aus Dornen; den setzten sie ihm auf und gaben ihm einen Stock in die rechte Hand. Sie fielen vor ihm auf die Knie und verhöhnten ihn, indem sie riefen: Heil dir, König der Juden!
Ebenso verhöhnten ihn auch die Hohepriester, die Schriftgelehrten und die Ältesten und sagten: Andere hat er gerettet, sich selbst kann er nicht retten. Er ist doch der König von Israel! Er soll jetzt vom Kreuz herabsteigen, dann werden wir an ihn glauben.
Мф. 27:29, 42
Понтий Пилат с иронией приказал написать на кресте: «Иисус Назарянин, Царь Иудейский» (Ин. 19:19).
В посланиях Павла часто встречается слово «Господь», которое в греческом языке звучит как «κύριος». Это слово означает «владыка, правитель». Павел использует его, когда говорит об Иисусе Христе: «Иисус Христос есть Господь» (Фил. 2:11). Павел подчёркивает, что Иисус Христос, который был предвечным и смиренным, был возведён на престол самим Богом. Это вызвало разногласия между христианами и язычниками, которые считали, что «κύριος» — это титул, который присваивают богам и царям.

## Теология
По словам литургиста Кристофа Йостена, почитание Христа как Царя и Святейшего Сердца находится на стыке благочестия и политики. Титул царя Иисуса подчеркивает его божественную царственность, не превращаясь в притязание на мирскую власть. Он символизирует как правление Иисуса над народом Божьим, так и его страдания на кресте. Христианство внесло новый тип божественного царствования. Христос-Царь мал, он лежит в яслях, ему поклоняются как бедному ребенку. Он страдает, умирает на кресте, но остается царем. Именно через это он становится истинным царем. Его царствование показывает, что даже тот, кто мал и беден, может быть царем, если делится духовными благами с подданными. По человеческим меркам, царствование Иисуса Христа — пародия на земные притязания на власть. Как сказал Второй Ватиканский собор, служить ему — значит быть царем.

### История теологии и благочестия

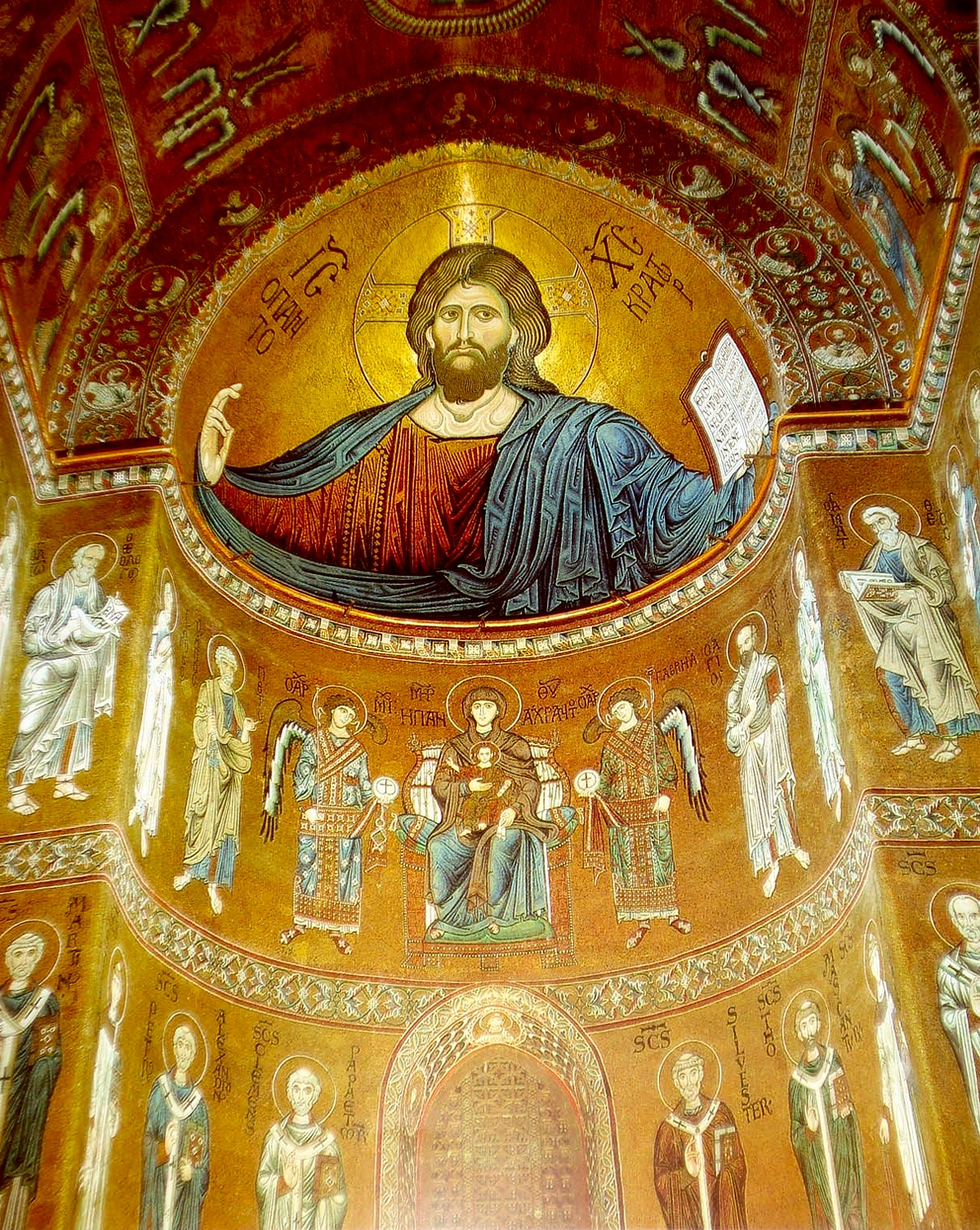
Иисус Христос как Вседержитель в апсиде собора Монреале (Сицилия), ниже Мария на троне с Младенцем Христом в позе правителя (мозаика, XII век)

Христианство переняло из иудаизма образ Бога как Пантократора (греч. παντοκράτωρ — «владыка вселенной», «владыка всего творения»). В Септуагинте имя Бога ЯХВЕ иногда переводится этим словом, но изначально оно всегда относилось к Богу-Отцу. В IV–VIII веках титул начали применять и к Иисусу Христу, Сыну Божьему. Это было связано с христологическими спорами. Почитание Иисуса как Вседержителя подчеркивало его божественную природу.
Августин, один из Отцов Церкви (умер в 430 году), в своем труде «О граде Божьем» писал, что Церковь — это одновременно Царство Христово и Царство Небесное.
Воскресение Христа и его вознесение на небеса, где он занял место одесную Бога Отца, Церковь рассматривает как триумфальную победу над смертью. Раннехристианский гимн Exsultet призывает прославлять царя-победителя: «Труба, трубите в честь великого царя, победившего смерть», и «Земля, радуйся, озаренная его светом, сияй от славы вечного правителя».
В гимне VI века "Vexilla regis" идея царственности Иисуса Христа была тесно связана с почитанием креста. В XVI веке эта тема продолжала развиваться, и в антифонах, исполняемых на литургии, Христа прославляли как Царя народов, Законодателя и Учителя. Например, в одном из антифонов говорится: "О Царь всех народов, их ожидание и томление". В другом: "О Иммануил, наш Царь и Учитель, надежда и спаситель народов". Раннесредневековая пасхальная последовательность "Victimae paschali laudes" завершается возгласом: "Ты, победитель и царь, помилуй нас". Процессионный гимн "Gloria, laus et honor tibi sit, Rex Christe, Redemptor" ("Слава, хвала и честь Тебе, Искупитель и Царь!") был написан еще в IX веке и до сих пор используется в богослужениях. В реквиеме, особенно в последовательности "Dies irae", Христос предстает как эсхатологический Судья мира. Его называют Rex tremendae maiestatis ("Царь ужасных сил") и обращаются к нему с мольбой о помиловании.
Фома Аквинский († 1274) считал Евхаристию «царским пиром, который Царь народов устраивает для своего народа». В гимне Pange lingua он писал: «Хвала, язык, тайне драгоценной крови, которую Царь народов пролил ради спасения мира». В другом гимне, Lauda Sion, он говорил: «Новый Царь, новая жизнь, новый закон даны нам, новый Агнец и пасхальный пир».

### XX век
По словам Лотара Ульриха, идея трех служений Христа — священника, пророка и царя — была впервые развита реформаторами, особенно Жаном Кальвином, в общую сотериологическую концепцию. В XVIII веке эта концепция была принята римско-католической догматикой. В XIX веке неосхоластическая догматика использовала ее как структурирующий принцип сотериологии. В XX веке об этом упоминалось в папских энцикликах.
Идея Царства Божьего и титул Иисуса Христа как Царя начали формироваться в начале XX века. Это столетие стало важным для римско-католического богословия и литургии. Маркус Кнапп считает, что тюбингенские богословы стремились соединить христианство с современной культурой через концепцию Царства Божьего. Но это было заслонено неосхоластикой. Для неосхоластики Царство Божье олицетворяло Католическую Церковь, понятую юридически и зримо. В 1899 году Папа Лев XIII в энциклике Annum Sacrum посвятил человечество Святейшему Сердцу Иисуса. Он назвал Иисуса Христа «нашим Царем и Верховным Господом». Папа подчеркнул, что господство Христа распространяется на всех христиан, и все человечество подчиняется его силе. Идея «социального царствования Христа» возникла в XIX веке. Она связана с культом Святейшего Сердца Иисуса, который активно распространялся в XVIII веке. В 1882 году французский иезуит Анри Рамьер основал Общество социального господства Иисуса Христа. В 1920 году это общество было переименовано в «Братство Христа-Царя».
Папа Пий XI взял за девиз фразу Pax Christi in regno Christi  «мир Христа в Царстве Христа». В энциклике Quas primas, опубликованной 11 декабря 1925 года, Папа Бенедикт XVI подчеркнул различие между царством Иисуса Христа и его божественной природой. Он процитировал Кирилла Александрийского, который утверждал, что Христос властвует над всем сущим не по принуждению, а благодаря своей сущности. Власть Царства Христова имеет духовную основу и охватывает как духовные, так и мирские дела. Она призывает верующих не только отказываться от земных благ, проявлять милосердие и стремиться к справедливости, но и принимать свою судьбу, следуя за Христом. Люди подчиняются духовному руководству Христа не только в мыслях и желаниях, но и в повседневной жизни, следуя законам земной власти. После Первой мировой войны Папа призывал правителей осознать, что их власть дана им Богом, и использовать её на благо общества. Это должно привести к миру, порядку, гармонии и счастью для всех.
В 1925 году Пий XI учредил праздник Христа Царя, надеясь преодолеть «ошибки времени». Он видел в секуляризме корень зла, поражающего общество, и призывал людей и государства вернуться к Богу. Папа утверждал, что государства и их лидеры должны публично признавать Христа. Вся жизнь общества должна строиться на принципах, которые Христос, как «абсолютный Владыка и Хозяин» мира, провозгласил, хотя и отказался от земной власти. Государственные руководители — лишь управители Христа, а его царство приносит народам единство, превосходящее любые государственные границы. Церковь, по мысли Папы, — независимое общество, действующее вне государственного контроля.
Его преемник Пий XII почтил идею Христа-Царя в октябре 1939 года в своей инаугурационной энциклике Summi pontificatus. В сентябре 1951 года он сделал эту идею центральной темой энциклики Sempiternus rex Christus. 11 октября 1954 года, в энциклике Ad caeli reginam, он также учредил новый праздник — Мария-Царица. Это предложение было высказано в более чем тысяче петиций Папе со времени введения праздника Христа Царя в 1925 году.
Второй Ватиканский Собор видит цель Церкви в единении с Царем во славе. После выполнения своей миссии — провозглашать и устанавливать Царство Христа и Бога среди всех народов — Церковь становится его зародышем и началом на земле. Постепенно расширяясь, она стремится к полному царству и всей душой надеется соединиться с Царем во славе.

## Литургия
В литургическом календаре Римско-католической церкви признание царственности Христа выражается не только через праздник Христа Царя, который проходит в последнее воскресенье года:
- Адвент приносит ожидание прихода грядущего Царя; Иоанн Креститель выступает как посланник царя[24].
- В праздник Богоявления, которому воздают почести три короля, появляется Король Мира. Он считался настоящим королевским праздником до введения праздника Христа Царя. Царственное достоинство Христа также раскрывается при крещении Иисуса и на свадьбе в Кане[25].
- В Вербное воскресенье Иисуса приветствуют в Иерусалиме как Царя: «Осанна! Благословен грядущий во имя Господне, Царь Израилев!»
- В пасхальной тайне царство Иисуса Христа засвидетельствовано перед Пилатом как победа Христа над смертью через крест: Mors et Vita duello conflixere mirando; Dux vitae mortuus regnat vivus. «Смерть и жизнь сразились в чудесном поединке. Принц Жизни, который умер, теперь правит живым». (Пасхальная последовательность)
- Вознесение Христа завершает Его возвышение торжественным возвращением к Отцу[26].

## Почитание Христа Царя

### Песни
Образ Христа Царя встречается в нескольких литургических песнопениях.
Christus vincit, Christus regnat, Christus imperat («Христос побеждает, Христос царствует, Христос повелевает») — эти слова стали символом веры, напоминающим о триумфе Христа. Они восходят к традиции Laudes regiae, возникшей около 750 года. В Средние века появились новые церковные латинские стихи, прославляющие царство Христа. Например, в последовательностях Dies irae и Victimae paschali laudes, а также в процессионном гимне Gloria, laus et honor.
- Гимн шествия Вербного воскресенья Gloria, laus et honor (IX век):
  - Rex Christe (Царь Христос)
  - Israel es tu Rex (Ты царь Израиля)
  - Rex benedicte (Благословенный король)
  - Rex bone (Добрый король)
  - Rex clemens (Добрый король)
- Пасхальный эпизод Victimae paschali laudes (XI век):
  - Tu nobis victor rex miserere (Ты победоносный царь, помилуй нас)
- Траурная последовательность Реквиема Dies irae (XIII век):
  - Rex tremendae maiestatis (Король ужасных сил)

В 1888 году композитор Гвидо Мария Древес создал текст песни «Христос Царь». Спустя 40 лет, в 1928 году, Йозеф Венанциус фон Вёсс написал музыку к этому тексту, добавив к нему припев «Христос Царь, Аллилуйя».
Песня «O du mein Heiland hoch und hehr», написанная иезуитом и философом Эрихом Пшиварой (1889–1972), также имеет отношение к секрету торжества. В припеве из шести куплетов звучит фраза «Христос, мой Царь». В шестом куплете слово «Христос» употребляется в значении «Царь».

### Праздник Христа Царя
В своём послании Quas primas, выпущенном 11 декабря 1925 года, папа Пий XI учредил праздник Христа-Царя. Это было сделано в честь 1600-летия Никейского собора, который состоялся в 325 году. Это произошло спустя несколько лет после падения царств и империй, последовавшего за окончанием Первой мировой войны. Изначально праздник отмечался в последнее воскресенье октября. Однако после литургической реформы, проведённой Вторым Ватиканским собором, его стали праздновать в последнее воскресенье церковного года, то есть в конце ноября.

### Молодежное движение
В эпоху Веймарской республики и нацизма среди католической молодёжи было распространено почитание Христа-Царя. Это было особенно заметно в 1930-е годы, когда молодые католики выступали против идеологии национал-социализма. Они организовывали шествия и праздники, чтобы выразить свою позицию. С начала XX века, в XIX веке, в Троицкое воскресенье, которое следует за Пятидесятницей, католические молодёжные объединения отмечали так называемое Исповедное воскресенье в центральных местах. Во время церковных служб они приходили с флагами и в своей униформе, чтобы показать свою приверженность Иисусу Христу и выразить протест против диктаторской, фашистской клубной культуры. Когда национал-социалисты запланировали на эту дату проведение Имперского спортивного фестиваля, молодёжным объединениям пришлось изменить свои планы. Они выбрали последнее воскресенье октября, чтобы провести праздник Христа Царя в качестве даты проведения Исповеди.

### Церковные покровительства

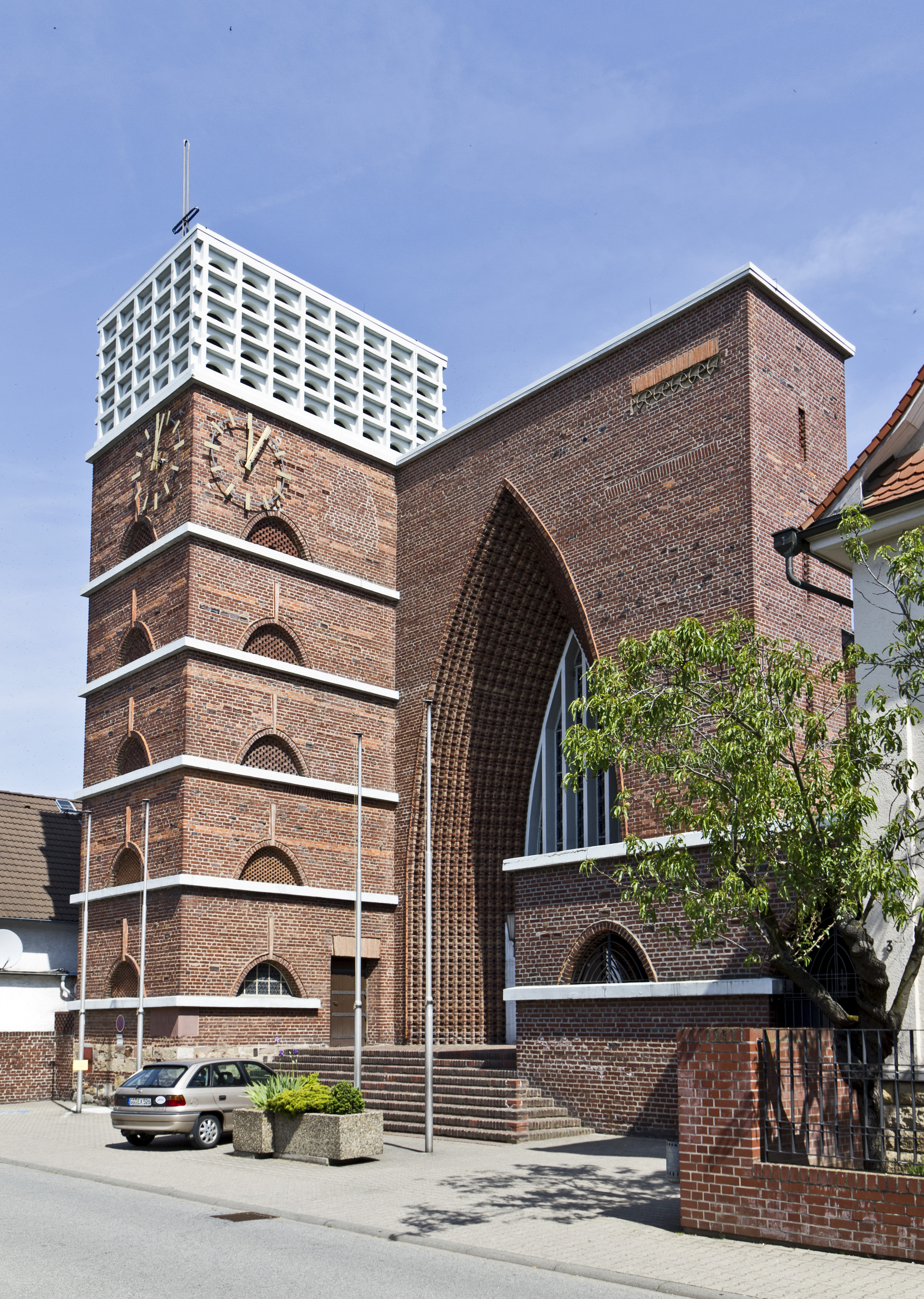
Церковь Христа Царя Бишофсхайма (1926)
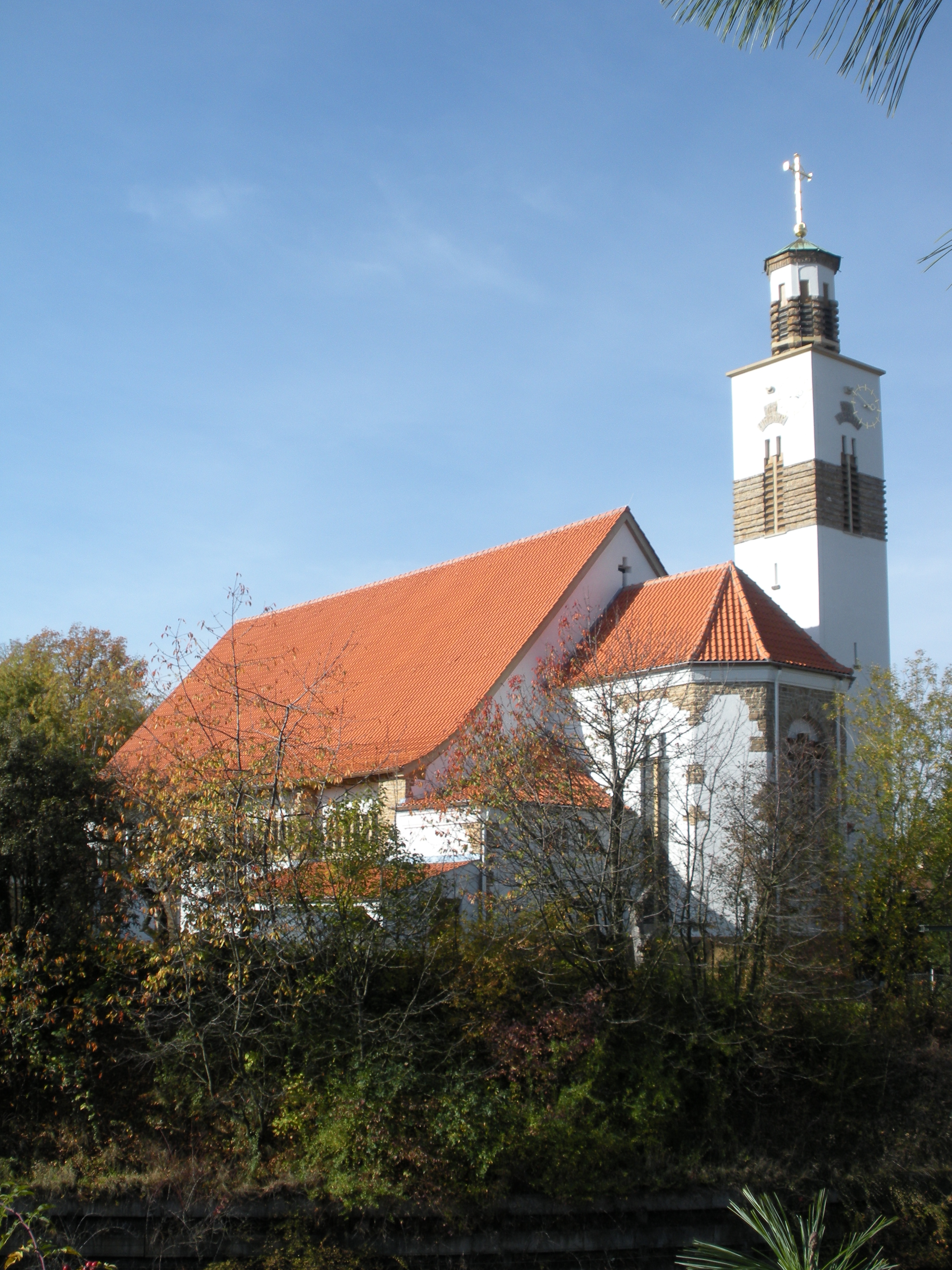
Церковь Христа Царя Штутгарт-Файхинген (1928 г.)
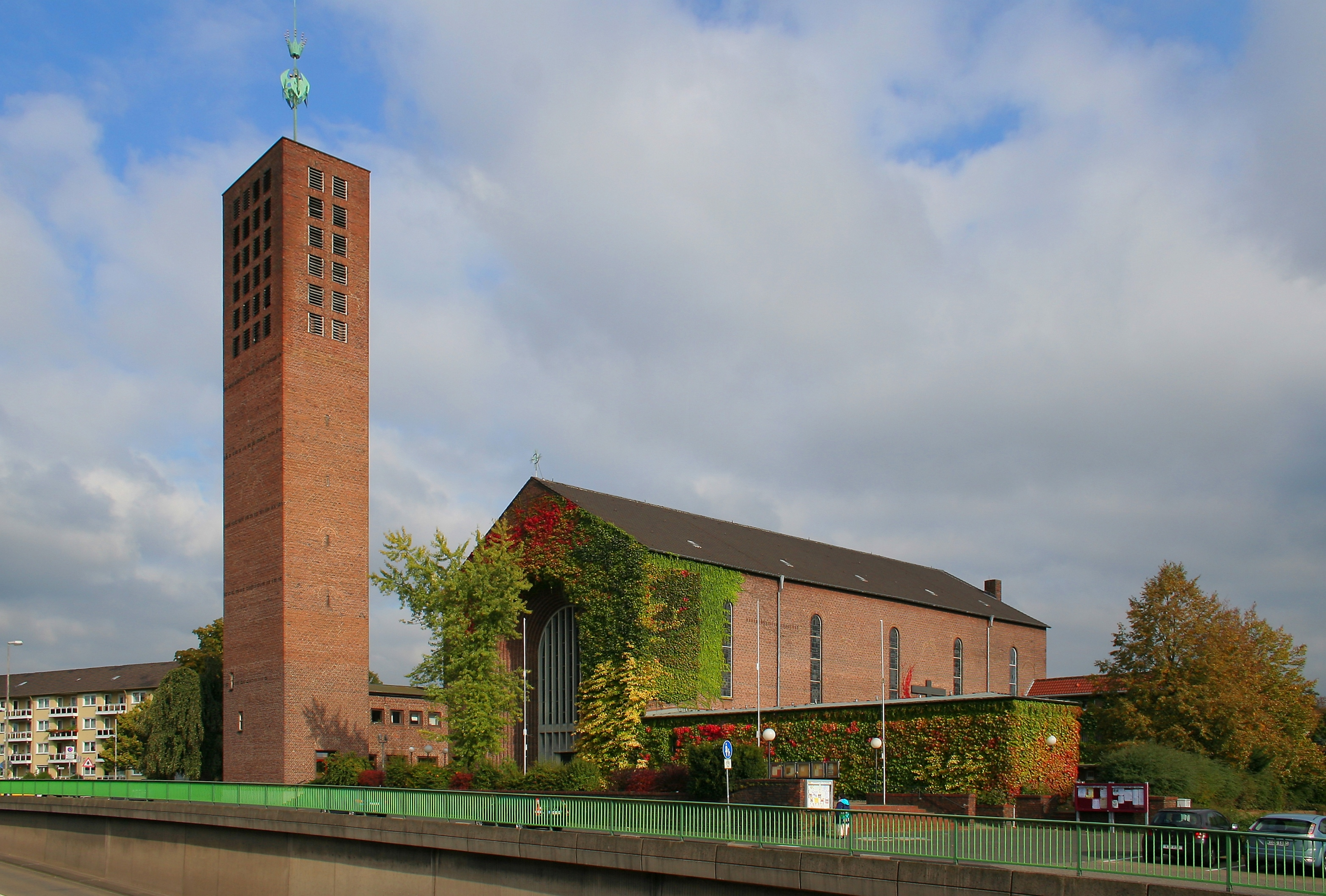
Церковь Христа Царя в Леверкузене-Кюпперштеге (1928)
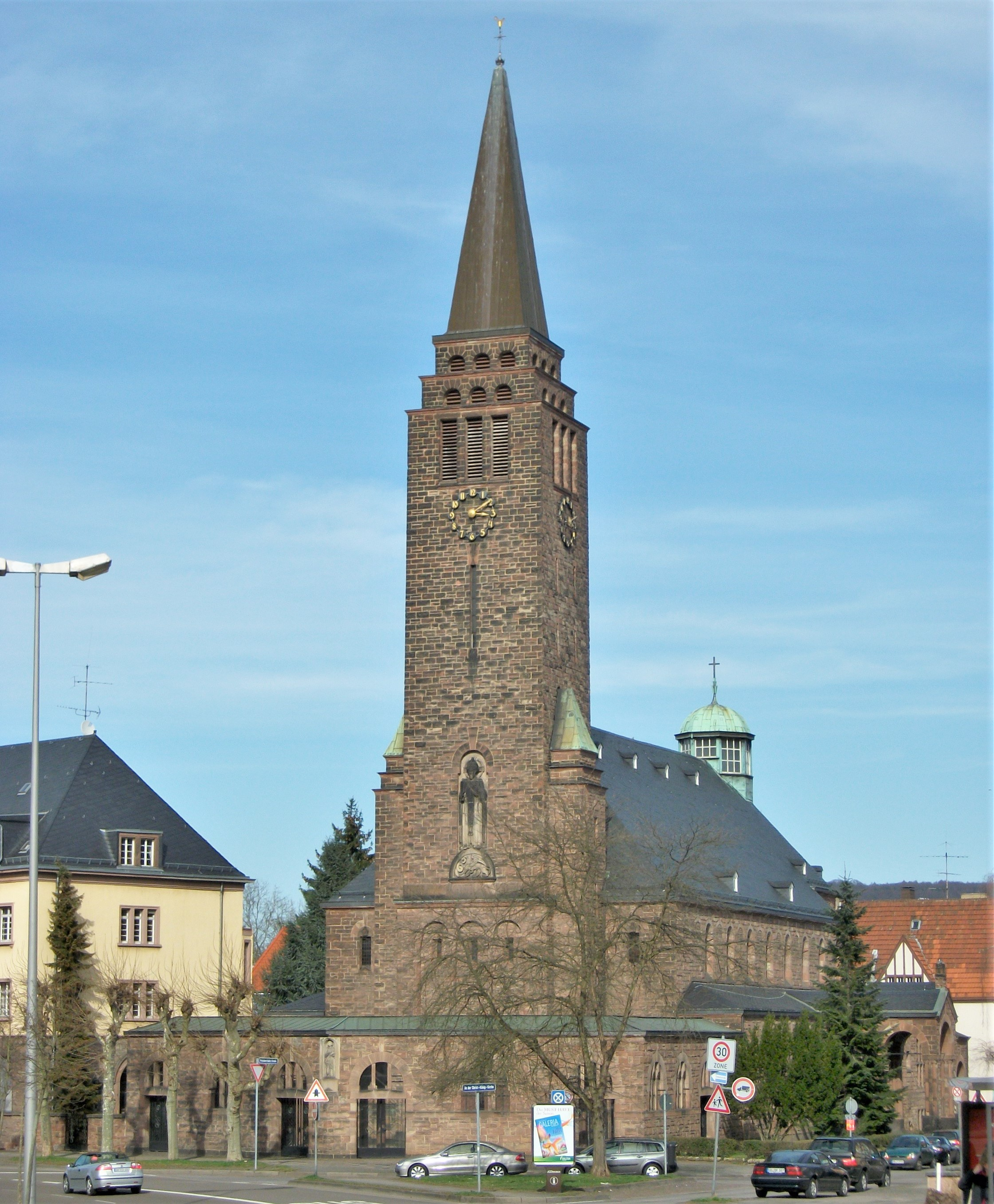
Церковь Христа Царя Саарбрюккен-Св. Ежегодно (1929)
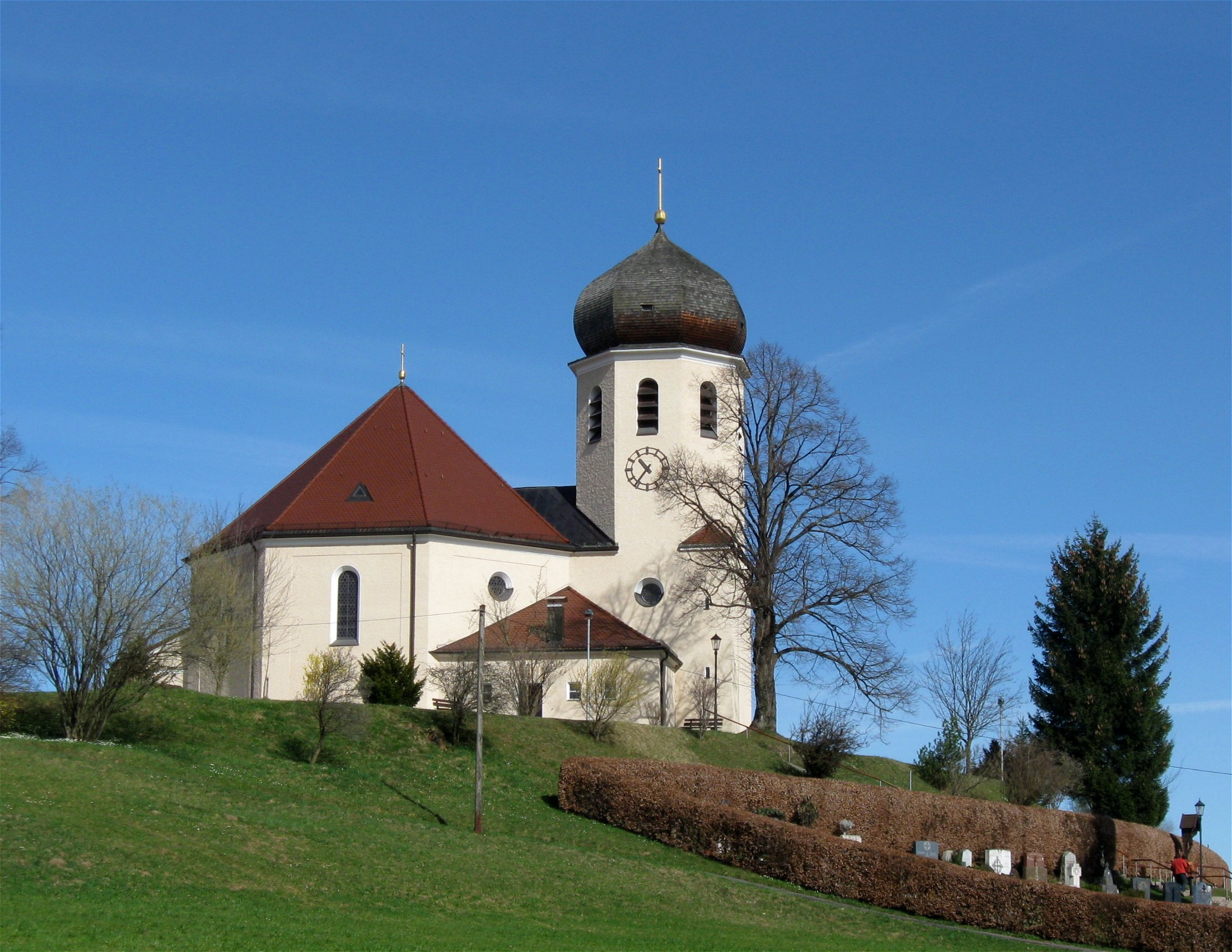
Церковь Христа Царя в Вильденварте (1934)
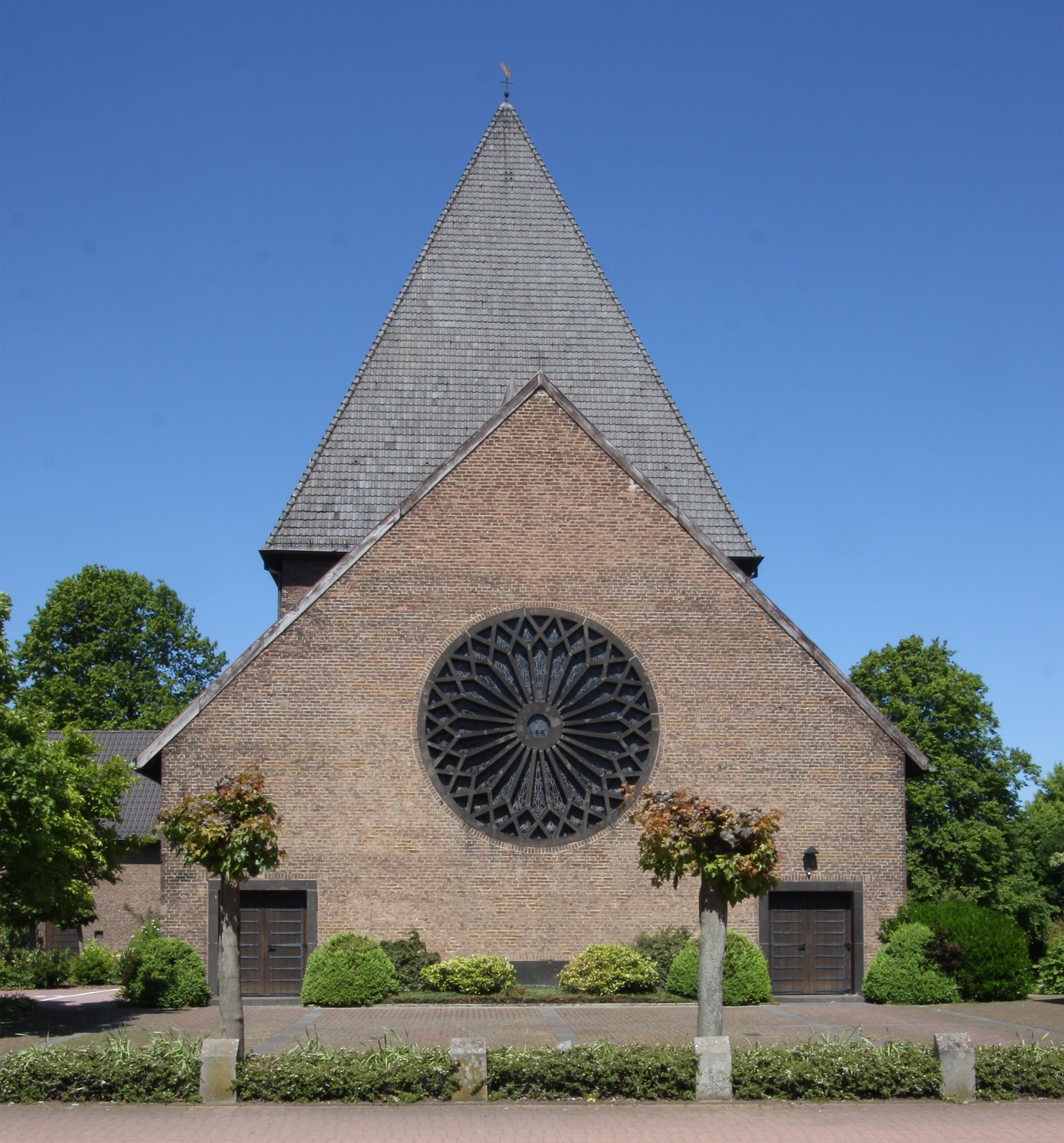
Церковь Христа Царя Хамминкельн-Рингенберг (1936)
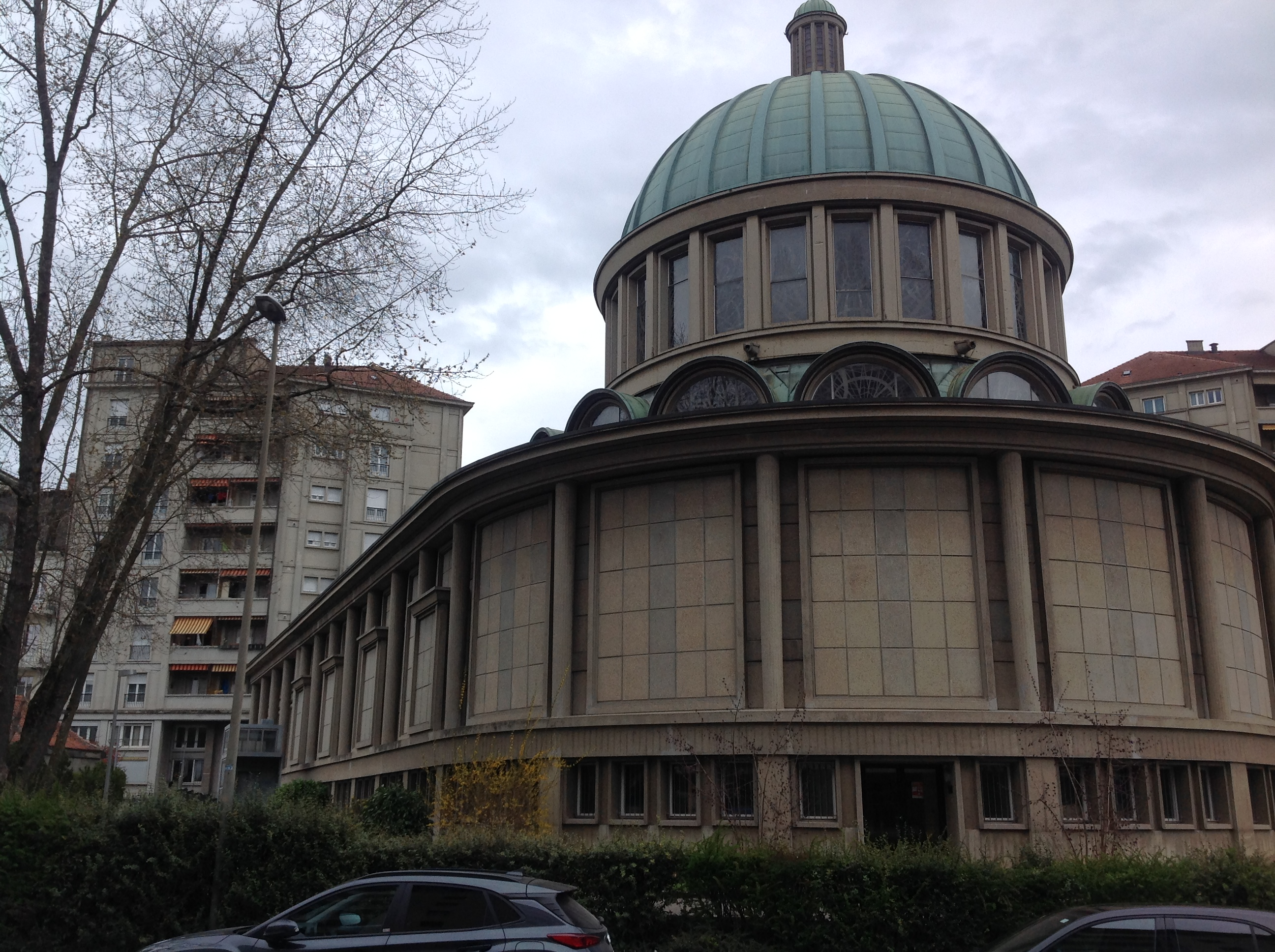
Церковь Христа Царя ( Église du Christ-Roi ) Фрайбург / Фрибур (1953 г.)

21 ноябре 1926 года в Бишофсхайме близ Майнца была освящена первая церковь Христа Царя . Посвящения последовали в 1928 году в Штутгарте-Файхингене и Леверкузене-Кюпперштеге . Год спустя, 27 15 октября была добавлена церковь в Розенхайме, Бавария. В июле 1934 года покровительство получила церковь в соседнем Вильденварте . Непосредственное планирование церкви Христа Царя в Саарбрюккене началось еще в 1924 году с основания товарищества по строительству церквей, а освящение состоялось в праздник Христа Царя в 1929 году. 23 июля 1929 года в столице Исландии Рейкьявике была освящена церковь Ландакотскиркья в честь Христа-Царя. С тех пор он стал кафедральным собором епархии Рейкьявика, основанной в 1968 году. Церковь Христа Кёнига во Франкфурте-на-Майне-Праунхайме была освящена в 1930 году, как и церковь Христа Кёнига в Бремене- Рённебеке . 18 июля был заложен первый камень в фундамент церкви Христа Кёнигскирхе в Хауэнштайне в Пфальце. Октябрь 1931 года. В Австрии было достигнуто соглашение о Фриденскирхе Линц-Фриденскирхе в Линце 1. Май 1934 года под покровительством Христа Царя. Освящение состоялось 25 числа. Ноябрь 1934 года.
В 1926 году в Бишофсхайме, что неподалёку от Майнца, состоялось торжественное открытие первой церкви, посвящённой Христу Царю. В 1928 году подобные церемонии прошли в Штутгарте-Файхингене и Леверкузене-Кюпперштеге. А спустя год, 15 октября 1927-го, церковь появилась в Розенхайме, Бавария. В июле 1934 года покровительство было получено церковью в соседнем Вильденварте.
Планирование строительства церкви Христа Царя в Саарбрюккене началось ещё в 1924 году, когда было основано товарищество по возведению храмов. Освящение состоялось в праздник Христа Царя в 1929 году.
23 июля 1929 года в Рейкьявике, столице Исландии, была освящена церковь Ландакотскиркья, посвящённая Христу Царю. С тех пор она стала кафедральным собором епархии Рейкьявика, основанной в 1968 году.
В 1930 году были освящены церкви Христа Царя во Франкфурте-на-Майне-Праунхайме и Бремене-Рённебеке. А 18 июля был заложен первый камень в фундамент церкви Христа Кёнигскирхе в Хауэнштайне в Пфальце.
В Австрии было достигнуто соглашение о строительстве Фриденскирхе Линц-Фриденскирхе в Линце. Освящение состоялось 25 ноября 1934 года.
Храм Христа Царя в Гамбург-Локштедте — это единственная протестантская церковь, которая носит такое имя.

## Иконография

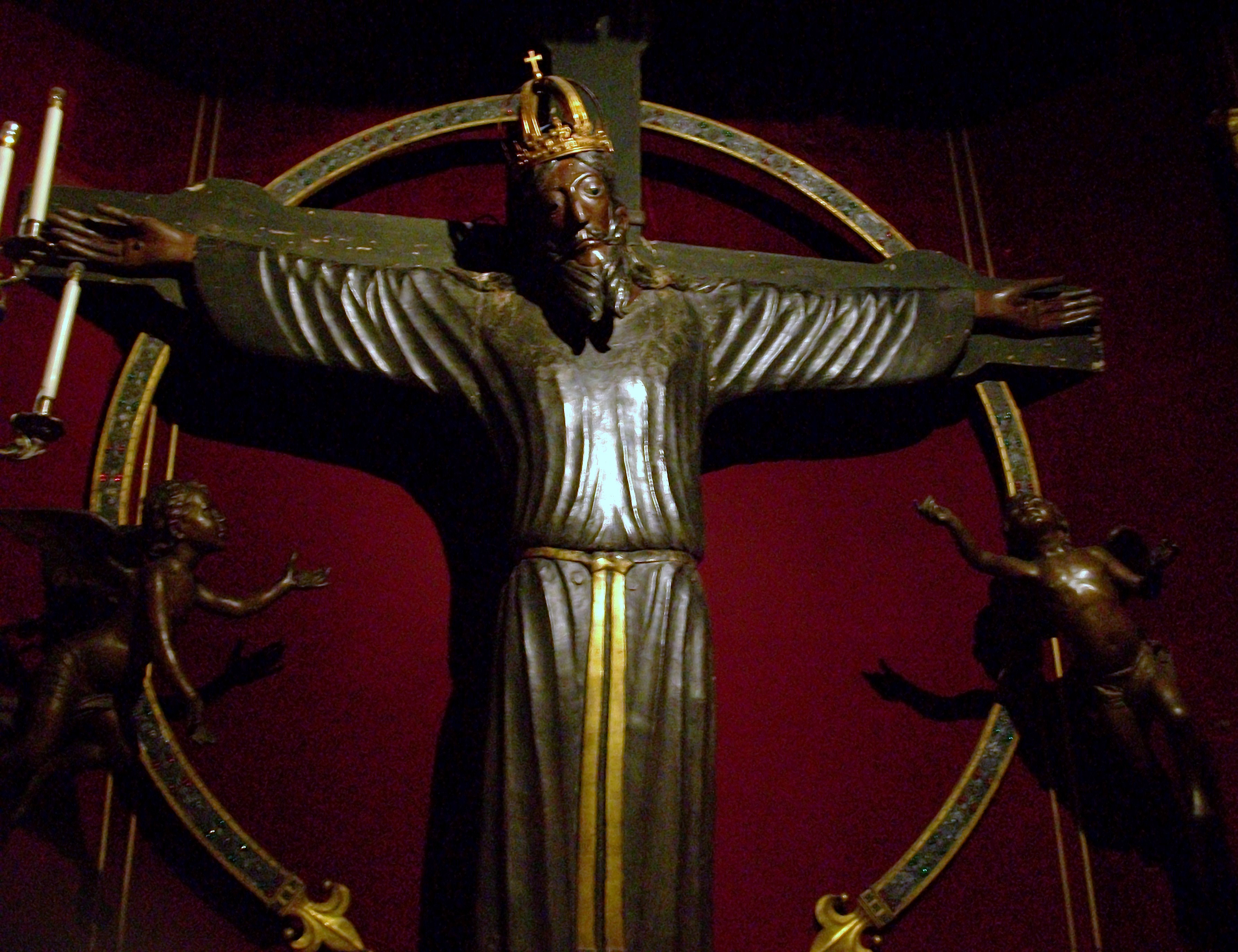
Христос на кресте с королевской короной (Вольто Санто из Лукки), XIII век.

- В V веке начали появляться изображения Иисуса Христа в образе Вседержителя. Точная датировка этих изображений затруднительна. Также существуют изображения Христа на престоле, которые можно отнести к типу Пантократора[30].
- В иконографии образ Христа как всемогущего правителя, известный как Majestas Domini, широко использовался со времён Каролингов. На изображениях Христос восседает на троне, который может быть выполнен в виде сфайры или сегмента радуги. Также могут присутствовать апокалиптические и эсхатологические элементы, такие как Альфа и Омега или видения (Отк. 21:6, Ис. 66:1, Ис. 6, Иез. 1, Отк. 4). По обе стороны от Христа обычно изображаются четыре фигуры, которые часто интерпретируются как евангелисты. В эпоху Оттонов Христос держал в левой руке державу. Рядом с изображением Majestas Domini часто располагалось изображение Христа на императорском троне без каких-либо апокалиптических символов.
- В эпоху Средневековья, ещё до правления Карла Великого, изображения Христа с короной стали частью императорской иконографии. На крестах, созданных в эпоху Оттонов и в романском стиле, можно увидеть распятого Христа с короной[31]. В позднем Средневековье такой образ Христа соответствовал типу Salvator mundi.
- В эпоху готики в искусстве преобладал образ страдающего Христа, но также сохранилось и изображение царя, особенно в сценах коронации Марии, где Христос, венчающий Богоматерь, также носит корону. Альбрехт Дюрер изобразил Христа-Царя в своём «Апокалипсисе» на гравюре «Зверь с рогами Агнца»[32].